# イ・スンフン (歌手)
イ・スンフン（이승훈、李昇勳、Lee Seung Hoon、1992年1月11日 - ）は、韓国の歌手、振付師である。WINNERのメンバーである。身長180cm、血液型A型。

## 略歴
1992年1月11日 釜山で生まれた。高校卒業後、ソウルに移り、ダンスグループ "Honest Boys"の一員として活動していた 。
2011年には SBSのテレビ番組「K-POPスター1」のオーディションに成功した。そして2012年4月15日の第7回ライブラウンドでトップ10に入った後、4位になった。
2012年5月16日 YGエンターテインメントと独占契約を結び、その後すぐに研修生となった。
2013年10月25日 アーティストデビュープロジェクト『WIN:Who Is Next』でチームAがプログラムに勝利し、WINNERの一員としてデビューすることが発表された。
2014年 8月12日 WINNERがデビューアルバム「2014 S / S」をリリースした。
2022年、新型コロナウイルスに感染したことを公表。

## その他
BIGBANGのG-DRAGONのフラッシュ・マッド・パフォーマンスを振り付けたことがある。

## 作品

### ソロ曲
- Mother’s Doenjangguk (2012年)
  - SBS KポップスターTOP6 収録
- Ma Boy 2 (2012年)
  - SBS KポップスタースペシャルNo.3 収録

## 出演

### テレビドラマ
- 2018年「ダンス・ハイ」コーチ役[4]